# هربرت تاشنر
هربرت تاشنر (آلمانی: Herbert Taschner؛ ‏ ۲۱ ژوئیهٔ ۱۹۲۶ – ۱۸ نوامبر ۱۹۹۴) تدوین‌گر اهل آلمان بود.
از فیلم‌هایی که وی در آن‌ها نقش داشته‌است، می‌توان به مادام و خواهرزاده‌اش اشاره نمود.